# 20004 Audrey-Lucienne
20004 Audrey-Lucienne este o planetă minoră (asteroid) din centura de asteroizi. A fost descoperită pe 8 aprilie 1991 la Observatorul European Austral de Eric Walter Elst. 
Obiectul prezintă o orbită caracterizată de o semiaxă mare de 2,262167 UAi, o excentricitate de 0,1, o înclinație de 9,83991 ° în raport cu ecliptica.